# Mount Manning
Mount Manning är ett berg i Australien. Det ligger i regionen Hawkesbury och delstaten New South Wales, i den sydöstra delen av landet, omkring 81 kilometer norr om delstatshuvudstaden Sydney. Toppen på Mount Manning är 285 meter över havet, eller 28 meter över den omgivande terrängen. Bredden vid basen är 1,4 km.
Runt Mount Manning är det ganska tätbefolkat, med 166 invånare per kvadratkilometer.. Närmaste större samhälle är Laguna, omkring 17 kilometer norr om Mount Manning. 
I omgivningarna runt Mount Manning växer i huvudsak städsegrön lövskog. Genomsnittlig årsnederbörd är 1 286 millimeter. Den regnigaste månaden är februari, med i genomsnitt 201 mm nederbörd, och den torraste är juli, med 36 mm nederbörd.